# Emile Daems
Émile Daems (Rixensart, 4 de abril de 1938 – Wavre, 17 de outubro de 2024) foi um antigo ciclista belga. Começou a sua carreira profissional em 1959 como corredor independente. Ciclista de pequeno tamanho, Émile Daems era muito habilidoso no sprint. Daems morreu em Wavre, no dia 17 de outubro de 2024 aos 87 anos.

## Palmarés
1958
- Tour de Berlim

1960
- Giro da Lombardia
- Giro dos Apeninos
- 2 etapas do Giro de Itália
- Circuit de l'Ouest

1961
- Giro de Cerdenha
- Tour de Tessin
- 1 etapa do Tour de France

1962
- Milão-Sanremo
- 3º no Campeonato da Bélgica em Estrada
- Tour de Tessin
- Circuit du Limbourg
- 3 etapas do Tour de France

1963
- Paris-Roubaix

## Equipas
- 1960-1962 Philco
- 1963-1964 Peugeot-BP
- 1965 Peugeot-BP-Michelin
- 1966 Sozinho-Superia